# Terapia familiar estructural
La terapia familiar estructural es un método de psicoterapia desarrollado por Salvador Minuchin que se ocupa de los problemas de funcionamiento dentro de una familia. Los terapeutas familiares estructurales se esfuerzan por ahondar dentro del sistema familiar, con el fin de entender las reglas invisibles que rigen su funcionamiento, el mapa de las relaciones entre los miembros de la familia o entre los subgrupos de la familia, y en última instancia afectar a las relaciones disfuncionales dentro de la familia, haciendo que se estabilice en unos patrones más saludables. Minuchin afirma que la patología no reside en el individuo, sino en la dinámica de las relaciones y en la forma en que se estructuran los vínculos dentro del sistema familiar.

## Conceptos
La terapia familiar utiliza, no sólo terminología de sistemas única, sino también un medio de representar diagramaticalmente los parámetros clave de la familia. Su atención se centra en la estructura de la familia, incluyendo sus varias subestructuras. En este sentido, Minuchin es un seguidor de la teoría de sistemas y la comunicación, ya que sus estructuras se definen por las transacciones entre los sistemas relacionados entre sí dentro de la familia. Se adhiere a las nociones de la integridad de sistemas y equifinalidad, los cuales son críticos para su noción de cambio. Un rasgo esencial de la terapia familiar estructural es que el terapeuta entra realmente, o se "une", con el sistema familiar como un catalizador que busca lograr un cambio positivo. La unión con una familia es un objetivo del terapeuta al comienzo de su relación terapéutica con la familia.

## La crisis como mecanismo de cambio
Minuchin sostiene que el terapeuta familiar estructural produce una crisis en la familia para que ésta se reorganice. Es decir que la homeostasis familiar, las reglas de su funcionamiento, son desafiadas en la terapia, para promover una nueva homeostasis. Señala que tal como la deidad hindú de la destrucción Siva simboliza el surgimiento de un orden nuevo, las pautas existentes en la familia deben deshacerse para que surjan otras nuevas.

## Estrategias
Existen tres estrategias principales en la terapia estructural familiar, y cada una de ellas incluye diversas técnicas terapéuticas particulares para llevarla a cabo. Las tres estrategias son: cuestionar el síntoma, cuestionar la estructura de la familia y cuestionar la realidad familiar. 
El cuestionamiento del síntoma: consiste en que el terapeuta pone en cuestión la manera como la familia define el problema. La familia llega señalando a uno de ellos como el sintomático y a los demás como los que han intentado soluciones para el problema que el paciente índice tiene, sin éxito. Minuchin indica que el terapeuta debe cuestionar esta definición y facilitar, ya sea de forma directa o indirecta o ambas, que la familia tome consciencia de que sus formas particulares de interacción son problemáticas. Es decir, el problema es un patrón repetido que involucra a todos.
El cuestionamiento de la estructura familiar: Cada holón (subsistema) tiene una forma particular de funcionamiento y los individuos en él se caracterizan por su proximidad o distancia. Allí donde las personas están demasiado apegadas entre sí, esto coarta la libertad individual. En cambio, donde hay desapego y distancia, las personas de ese holón no tienen una fuente de sostén y apoyo afectivo. El terapeuta puede facilitar el aumento o disminución de la proximidad entre los individuos de un subsistema específico, facilitando cambios en la estructura de la familia que la hagan menos rígida.
El cuestionamiento de la realidad familiar: Las pautas de interacción dentro de la familia están relacionadas como ciertas formas de vivencia de la realidad. Así, el hecho de que una familia por ejemplo conciba a su hija adolescente anoréxica como la paciente índice está relacionado con ciertas formas de interacción inconscientes. El terapeuta familiar estructura promueve cambios en los patrones de relación y en la visión que la familia tiene de su problema, del paciente índice y de sí mismos. Los cambios en la visión de la realidad y los cambios en las pautas de comunicación van juntos. La familia por lo general ni siquiera ha considerado la posibilidad de que su manera de percibir el problema puede ser sesgada, o de que éste pueda ser visto de una manera distinta. El terapeuta facilita la toma de nuevas perspectivas y conceptualizaciones.